# Ley de nacionalidad de Namibia
La ley de nacionalidad de Namibia regula quién es o puede llegar a ser ciudadano de Namibia. La fuente principal de la ley de nacionalidad de Namibia es el artículo 4 de la Constitución de Namibia, con disposiciones adicionales previstas en la Ley de nacionalidad de Namibia de 1990.[1].

## Ciudadanía por nacimiento
Una persona puede ser ciudadana de Namibia por nacimiento, ya sea mediante la aplicación del párrafo 2 del artículo 4 , jus sanguinis, es decir, descendencia de un ciudadano namibio, o una forma restringida de jus soli (párrafo 1 del artículo 4, nacimiento en Namibia de un progenitor ciudadano o de un progenitor que reside ordinaria y legalmente en el país).

## Adquisición de la ciudadanía
En el párrafo 3 del artículo 4 se establece un período de espera de al menos dos años antes de que un no namibio pueda obtener la ciudadanía namibiana mediante el matrimonio con un namibio. En 2010, el Gabinete presentó un proyecto de ley para enmendar los artículos 3 y 5 de la Ley de Ciudadanía para fijar el tiempo requerido en diez años.
El párrafo 5 del artículo 4 prevé la naturalización, proceso mediante el cual el ciudadano de un Estado adquiere la nacionalidad de un segundo estado, con el cual ha adquirido algunos vínculos producto de la estancia y la residencia mantenida a lo largo del tiempo de manera legal en dicho país. Para la naturalización se requiere un período mínimo de cinco años de residencia en Namibia.

## Ciudadanía múltiple
El artículo 26 de la Ley de 1990 establece que ningún ciudadano namibio puede ser también  ciudadano de un país extranjero. Sin embargo, este artículo de la ley establece que está sujeto a las disposiciones de otras leyes. En un caso del Tribunal Superior de 2011, el juez Dave Smuts dictaminó que un ciudadano namibio por nacimiento o ascendencia no podía ser privado de la ciudadanía sin consentimiento, legalizando efectivamente la ciudadanía múltiple para esos ciudadanos. Sin embargo, los solicitantes de naturalización deben renunciar a todas sus demás ciudadanías en virtud del artículo 5 1) g) de la Ley de Ciudadanía.

## Ciudadanía del Commonwealth
Los namibios son también  Ciudadanos de la Commonwealth.